# The Apthorp
El Apthorp es un condominio de apartamentos ubicado en Manhattan (Nueva York). El histórico edificio renacentista diseñado por Clinton & Russell, fue construido entre 1906 y 1908, y ocupa la manzana completa entre Broadway y West End Avenue, y entre las calles 78 y 79. El edificio está construido alrededor de un gran patio interior. Está inscrito en el Registro Nacional de Lugares Históricos y es un símbolo de la ciudad. 

## Características
El edificio recibió el nombre de Charles Ward Apthorp, que era dueño de la "Apthorp Farm", que abarcaba cerca de 1,2 km² en ese mismo lugar de Manhattan en el siglo XVIII.
The Apthorp, como se le conoce, en el momento de su creación fue el edificio residencial más grande del mundo, y se lo conoce mundialmente por su patio interior, resguardado por dos entradas abovedadas majestuosas. Las espectaculares residencias, que varían entre los 102 y 557 metros cuadrados, cuentan con un diseño y decoración únicos. Casi todas poseen un espléndido vestíbulo en la entrada, pisos de mosaicos de piedra, rosetones en el cielorraso, molduras trabajadas y hasta tres chimeneas, en su mayoría con repisas de madera talladas a mano.
En 2008 el edificio, se convirtió en un condominio. Los precios de venta, a un promedio de 6,5 millones de dólares por apartamento, lo convierten en "uno de los proyectos de conversión más caros del condominio", según el New York Times.
Algunos de sus residentes han sido Nora Ephron, Al Pacino, Conan O'Brien, Cyndi Lauper, Rosie O'Donnell, Lena Horne y Steve Kroft.